# Política lingüística de Francia
La política lingüística de Francia se refiere a las distintas políticas efectuadas por Francia en materia lingüística desde la Ordenanza de Villers-Cotterêts (1539) hasta hoy. Estas políticas lingüísticas acompañan, desde el Renacimiento, la formación de la Nación francesa. El Estado no impone el uso del francés en publicaciones hechas por particulares, ahora bien, la Ley obliga a utilizar el francés en comunicaciones comerciales o laborales.
Durante siglos, esta política fue orientada para sustituir al latín para reducir así la importancia de la Iglesia católica en la vida política. Gracias a varios decretos reales, incluida la Ordenanza de Villers-Cotterêts (1539), el francés sustituye cada vez más al latín y a los dialectos como sola lengua administrativa. Desde este tiempo, la población docta y ciudadana utiliza al francés, pero una amplia parte de la población rural permanece en la ignorancia de la lengua nacional.
En la Revolución francesa, los revolucionarios consideran la ignorancia de la lengua nacional como un obstáculo a la democracia: para participar en el debate democrático, es necesario una lengua común. Para ellos, los "idiomas feudales" transportan la superstición y el oscurantismo. Los revolucionarios acusan a los sacerdotes de mantener a la población en la ignorancia de las lenguas sabias. Es porqué, van promover el aprendizaje de la lengua francesa, lengua internacional y sabia. No obstante, estos discursos encendidos no van seguidos de efectos.
Napoleón I, luego la Restauración, abandonan de sobra la enseñanza pública a la Iglesia, fiel a la educación en latín. Después de la Revolución de 1830 y la de 1848, la enseñanza primaria de Estado en francés se desarrolla, pero no es aún obligatorio. La Revolución Industrial, el éxodo rural y la aparición del ferrocarril facilitan el uso del francés por las clases populares.
A la caída del Segundo Imperio, la Tercera República establece una enseñanza primaria obligatoria, laica y gratuita para todos los niños, con las leyes Ferry que permiten aumentar la alfabetización, democratizar la escuela e imponer al francés en todo el territorio. Esta voluntad de instaurar una única lengua en el conjunto del territorio, se refiere también al imperio colonial francés. Este uso impuesto de la lengua francesa en los documentos oficiales y en la enseñanza tiene por objeto elevar el nivel cultural de la población por la enseñanza pública así como por la difusión de una lengua común e internacional.
El régimen de Vichy, tradicionalista y católico, se muestra reconciliando con las lenguas regionales: las primeras leyes en favor de la enseñanza de estas lenguas se deben al Ministro de Vichy Jérôme Carcopino. [cita requerida]Estas leyes como el conjunto de las medidas adoptadas por el Gobierno de Vichy, se derogarán a la Liberación.
Desde la segunda mitad del siglo XX, los gobiernos sucesivos adoptaron distintas políticas destinadas a impedir la desaparición de las lenguas regionales. En 1951, la ley Deixonne autoriza la enseñanza facultativa de las lenguas regionales de Francia. A partir de los años setenta, varias escuelas en lenguas regionales abrieron, sin encontrar éxitos importantes.
En paralelo a estas medidas en favor de las lenguas regionales, se promulgan varias leyes destinadas a proteger al francés del inglés, en particular, la Ley Toubon.

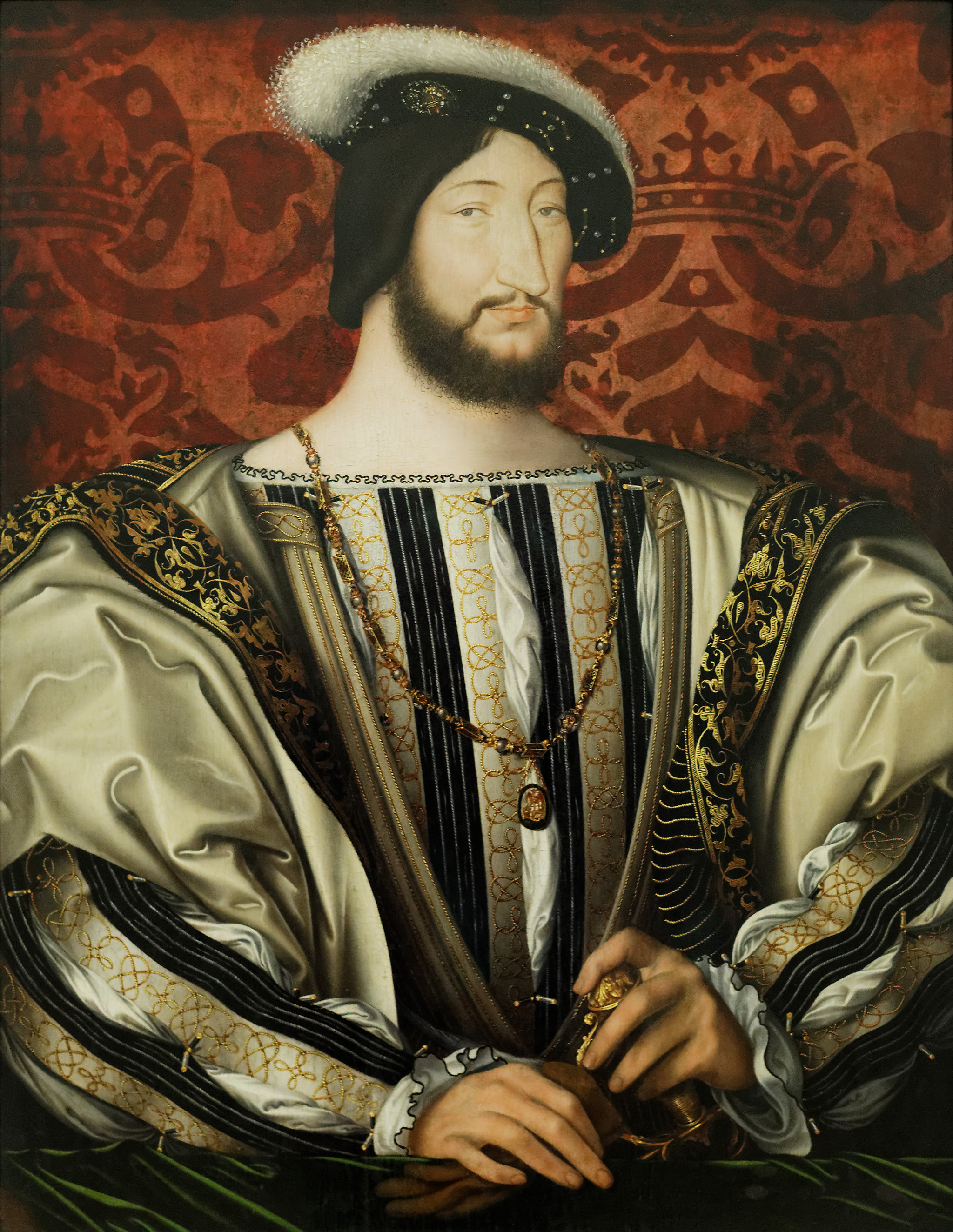
Francisco I de Francia, pintado por Jean Clouet en 1524.

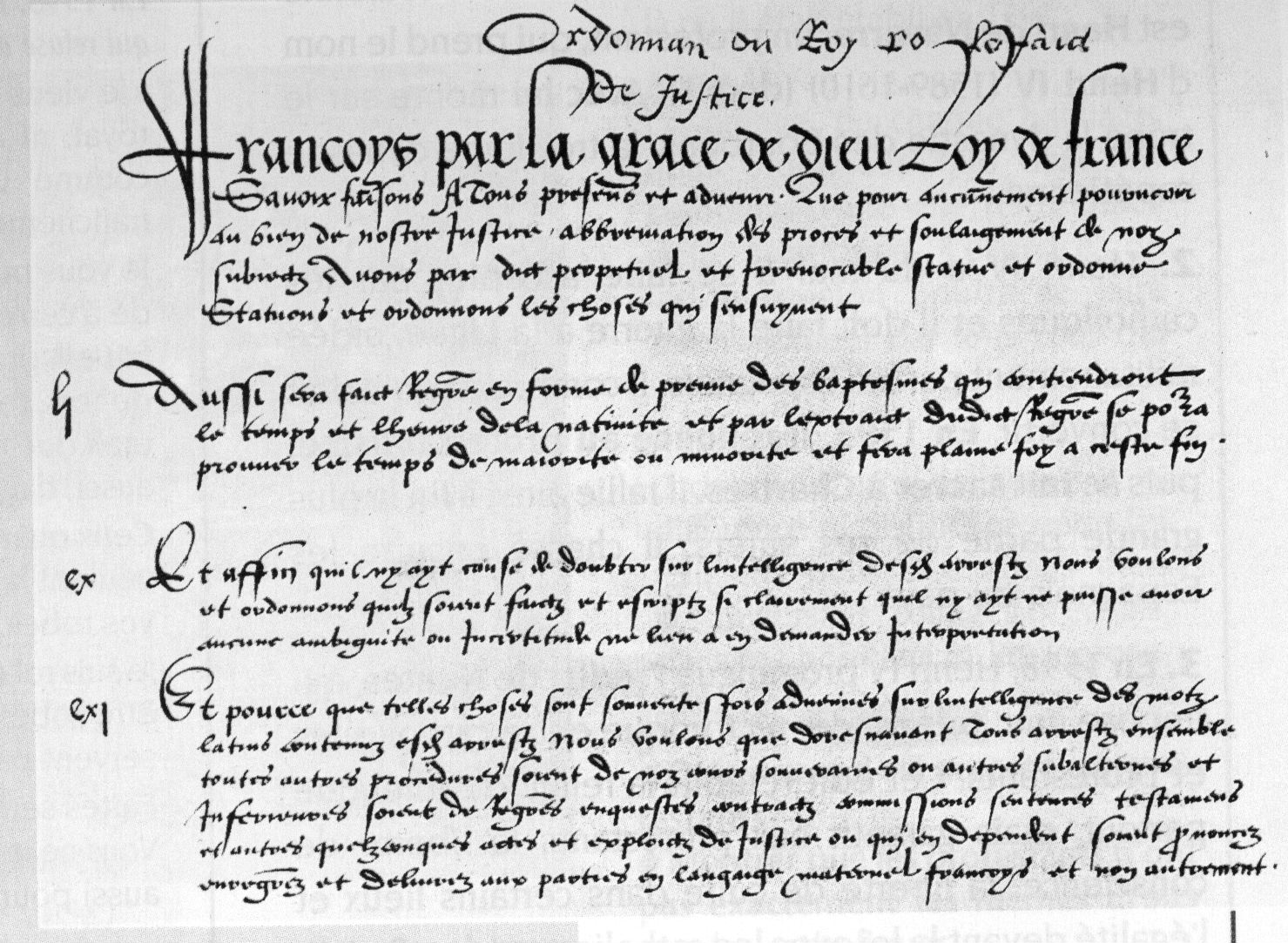
Una de las páginas de la Ordenanza de Villers-Cotterêts.

Luis XIV
Rey de Francia y Navarra
por Hyacinthe Rigaud (1701).

## Origen del francés
Durante la Alta Edad Media, al norte de la Galia, el latín vulgar evolucionó hacia una serie de dialectos denominados lenguas de oil, los cuales, a pesar de sus diferencias, resultaban mutuamente comprensibles. Durante los siglos XII y XIII, cuando en todas partes de Europa se empezó a escribir en las respectivas lenguas vulgares y no solo únicamente en latín como se había hecho hasta entonces, el territorio de las lenguas de oil se formó una koiné escrita interdialectales basada en el hablar de la Isla de Francia, región donde se encuentra la ciudad de París, sede desde entonces del poder real, y del Orléanais. Desde finales del siglo XIII, esta koiné pasó a denominarse francés.

### El francés frente al latín
Cuando el francés (o el romance hablado en Francia) apareció y se convirtió en una lengua completamente de tal forma que ya no podía ser considerada como latín, se encontró con la hegemonía de esta última como lengua del saber y de la Iglesia así como lengua del derecho. Los dos idiomas cohabitaron en este dominio hasta principios del siglo XVI con una clara dominación del latín. Durante toda la Edad Media "el francés se desarrolló como lengua del poder en los informes de sustitución y de concurrencia con el latín" lo que significa que la cancillería francesa y el Parlamento de París utilizaban aún la lengua latina para escribir sus actas, arrestos y juicios jasta el fin de la Edad Media pero la cancillería tenía la tendencia de utilizar el francés buscando un equilibrio entre la lengua vernácula y la lengua de la educación.

## La Ordenanza de Villers-Cotterêts
Si a finales del siglo X, en tiempos de Hugo Capeto (987-996) y de sus inmediatos sucesores, el poder efectivo de los reyes de Francia no llegaba mucho más allá de las cercanías de París, durante la Baja Edad Media, los monarcas franceses consiguieron extender su dominio hasta incluir territorios situados fuera del dominio de las lenguas de oïl como el Languedoc, Aquitania, Provenza, Delfinado y Bretaña, por lo que en el siglo XVI había en Francia regiones donde no se hablaba francés. Además, en Francia, territorio que, hasta el momento de la proclamación de la Primera República Francesa en 1792, no se podía definir de otra forma que como el conjunto de tierras dominadas por el rey de Francia, el triunfo del autoritarismo monárquico dio lugar al desarrollo de un aparato político y administrativo completamente centralizado en París.
Al igual que como el resto de Europa, durante la Edad Media en Francia la lengua de los documentos oficiales era, en muchos casos, el latín, sin embargo, a partir del siglo XV, se empezaron a dar ordenanzas reales para desterrar su la uso a la justicia ya la administración, sustituyéndolo por la lengua hablada en cada región:
- Ordenanza de Moulins, de Carlos VIII de 1490: obligando el uso de las lenguas vulgares o maternas, y no el latín, en los interrogatorios y procesos verbales
- en 1510, Luis XII ordenó que la lengua del derecho no fuera el latín sino la del pueblo, es decir, la lengua que se hablara en cada región
- Ordenanza de Is-sur-Tille de Francisco I dada en 1531, con la que extendía la aplicación de la anterior ordenanza de Luis XII en el Languedoc.

Esta tendencia cambió radicalmente con la Ordenanza de Villers-Cotterêts, un documento redactado por el canciller Guillaume Poyet y que el rey Francisco I firmó en Villers-Cotterêts entre el 10 y el 15 de agosto de 1539. Este edicto establece como obligatorio el uso del francés en los documentos públicos, con lo que, en Francia, el francés se convertía en la única lengua oficial del derecho y de la administración, en detrimento del latín y también de otros lenguas habladas en el Reino como el occitano, el francoprovenzal y el bretón.
No fue la Monarquía el único agente de uniformización lingüística, durante la Reforma, los protestantes criticaban a la Iglesia católica el hecho de tener la Biblia en latín y de usar esta lengua como idioma del rito y de liturgia, por esto, Martín Lutero tradujo la Biblia al alemán, y todas las iglesias protestantes pasaron a usar como lengua litúrgica la lengua del territorio donde actuaban. Sin embargo, la Iglesia Reformada de Francia, creada por los hugonotes, que celebró su primer sínodo nacional en París en 1558, usó como lengua litúrgica el francés, incluso en Occitania, donde para la gente el francés resultaba tan incomprensible como el latín.

Esta tradición de uniformismo lingüístico es lo que llevó a la prohibición del uso del catalán en los documentos y actos oficiales de la provincia del Rosellón el 2 de abril de 1700 por Luis XIV, quien, en el texto del decreto, manifestó que consideraba el uso del catalán como un acto contra su soberanía, así como que 
l'usage du catalan répugne et est contraire à l'honneur de la nation française
A pesar de esta política uniformizadora conducida por los reyes de Francia, el caso es que, a finales del siglo XVIII, poco antes del estallido de la Revolución francesa, solo una cuarta parte de la población francesa hablaba realmente francés, lengua que, debido al prestigio cultural de Francia, se había convertido en la lengua internacional de las élites cultas, por lo que se dio el caso de que en Rusia, los nobles, e incluso el Zar, hablaban en francés para dar así un barniz de distinción y de europeísmo.

## El Antiguo Régimen
La política lingüística del Antiguo Régimen se mantiene conciliadora. Solo un pequeño número de disposiciones legislativas que no conciernen al pueblo son tomadas. Las nuevas provincias anexionada están dispensadas de aplicar la ordenanza de Villers-Cotterêt. A excepción notable de la creación de la Academia Francesa este siglo está marcado por la no intervención en materia de política lingüística.
Por el contrario, los Consejos soberanos de provincias francesas tuvieron un papel activo en la francización de sus élites. A pesar de que el Tratado de los Pirineos el cual reglaba la anexión del Rosellón y garantizaba a los habitantes "el uso de la lengua que les pareciera buena", el Consejo soberano del Rosellón propuso al Intendente del rey y al controlador general de la finances "obligar a los cónsules de Perpiñán a crear pequeñas escuelas para enseñar la lengua francesa a los niños" con el fin de permitir a los rosellonenses obtener cargos de judicatura, lo que fue aprobado por el rey, y la prohibición oficial de la lengua catalana el 2 de abril de 1700. De la misma forma, el consejo soberano de Córcega fue un órgano de francización de la isla y del rechazo al italiano que era la lengua administrativa corsa: allí también se crearon escuela bilingües para enseñar el francés a los niños; se prohibió a los estudiantes a ir a estudiar a Italia; el italiano era tolerado en los actos jurídicos  explicando que al final, el francés debía "convertirse en familiar para los corsos e incluso su lengua natural como lo es de otros sujetos del Rey".
Durante los dos siglos que siguieron a la Ordenanza de Villers-Cotterêts (1539), una parte de la élites locales adoptó progresivamente el francés por una parte gracias a la seducción que ejercía el francés a los contemporáneos e por otra parte porque el hablar francés se convirtió en un signo de buena educación y una promesa de reconocimiento. Testimonio de esta voluntad de francización individual entre la élite, esta nota de Philippe de Meyronet, un noble provenzal, dirigida a su hijo que envió a estudiar a París:

On doit éviter les phrases provençales que des novices tournent seulement en français, et il faut prendre garde aux expressions ordinaires des gens de Cour et de Paris, et surtout s'appliquer à perdre l'accent du pays et ne parler jamais le patois, et pour y parvenir avec plus de facilité fréquenter le moins qu'on peut les gens du pays sans pourtant faire connaître qu'on les évite.

### LaAcadémie française
De un círculo en un principio desconocido de letrados nace la Académie Française. Fue fundada oficialmente en 1635 por el cardinal Richelieu. Su tarea es dar reglas a la lengua francesa, clarificarla, purificarla y hacerla razonable para que sea comprensible a todos.Debía proveer las referencias necesarias a la lengua francesa: un diccionario que recogiera las palabras de la lengua francesa (primera edición en 1694), una gramática (dos ensayos infructuosos tuvieron lugar hacia 1700 y 1932), después una poética y una retórica que nunca han visto la luz.
Otra tarea de la Academia es la de criticar las producciones de los autores. Su primera misión fue la de criticar El Cid de Corneille. La Academia era una emanación del poder real, por lo que se podría pensar que sus miembros se sentías con derecho a realizar las tareas que les fueran encomendadas. Sin embargo, en los primeros textos producidos por los académicos tales como Sentimens de l’Académie françoise sur la tragi-comédie du Cid, Remarques et Décisions de l’Académie françoise o también Observations de l’Académie Françoise sur les Remarques de M. De Vaugelas, se percibe una necesidad de justificarse y de legitimar su empresa. En todo el primer escrito de la Academia sobre El Cid, asumido en gran parte por Chapelain, las interrogaciones sobre el derecho que se tiene o no de criticar a un autor contemporáneo están extremamente presentes, notablemente en el borrador. Cuando se publicó, la Academia quitaría muchas palabras y expresiones que mostraban el malestar del autor por su labor.
Después de este periodo de dudas la Academia ganó seguridad y empezó a trabajar intensamente en la codificación de la lengua y en el establecimiento de la norma. Las Remarques de Vaugelas tuvieron un gran impacto sobre la forma de hablar y de escribir de  los franceses y sobre su novel de lengua. Vaugelas describió la lengua hablada por la parte más rica de la corte. Hay una intención de hacer hablar a los franceses como el rey y sus cortesanos. La lengua del poder se impuso a todos los habitantes de Francia a través de la Acadèmia française y los trabajos de sus miembros.
Hoy en día, trabaja para mantener y controlar las cualidades y siguiendo los cambios necesarios. Define el buen uso y para ello, crea el Dictionnaire de l'Académie française que fija el uso de la lengua, pero también a través de sus recomendaciones  y su participación en diferentes comités de terminología.

### Fin del Antiguo Régimen: mercado nacional y uniformidad lingüística
Al final del Antiguo Régimen, se reúnen las condiciones para el nacimiento del mercado nacional tales como un red de caminos desarrollada y un capitalismo naciente. Dos elementos representan un obstáculo para llevar a cabo la libre circulación de las mercancías: los peajes y aduanas presentes en todo el territorio francés y la fragmentación lingüística. Un ejemplo de esta situación es el sistema de pesos y medidas que obedecía a reglas de los hablares locales y, de esta forma, difería en gran manera de una región a otra. Estos desajustes no podían subsistir por mucho tiempo porque hacían imposible los intercambios y las negociaciones. Un nuevo sistema jurídico apareció sin reemplazar el anterior. No será hasta después de la Revolución y la creación de un derecho burgués que se verá aparecer un verdadero mercado nacional. Los burgueses suprimieron las aduanas y los peajes pero igualmente intentaron uniformar la lengua para la realización de este derecho. La difusión de un nuevo sistema de pesos y medidas ocupa un lugar importante pero no para todo el pueblo francés. Lo que importa de verdad a los revolucionarios e que sean los magistrados, instructores, agentes del gobierno u otros hombres de importancia los que empleen las nuevas medidas y, con mayor precisión, su uso escrito.
El nuevo sistema será objeto de una difusión escrita lo que excluye una parte importante del pueblo, iletrado. La uniformidad lingüística tan solo está empezando pero, muy rápidamente, los revolucionarios van a extender su deseo de unificación del pueblo a través de la lengua.

## Revolución francesa

Henri Grégoire.

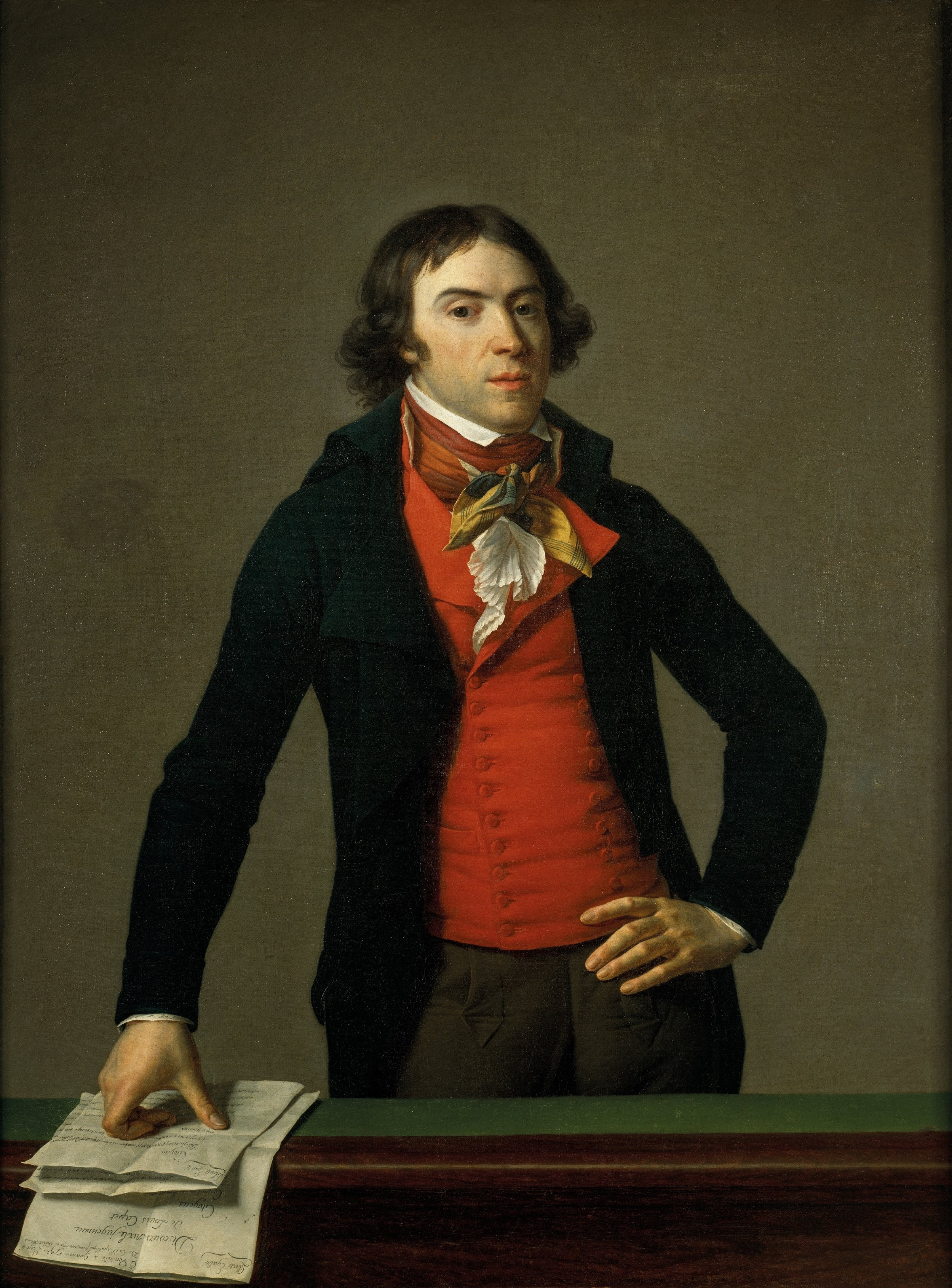
Bertrand Barère de Vieuzac.

Si el centralismo político había sido una de las principales características de la Francia del Antiguo Régimen, los regímenes surgidos de la Revolución (Monarquía constitucional, República e Imperio) no solo no rompieron con la tradición centralista, sino que aún la radicalizaron considerando logro de la unidad nacional francesa como uno de sus objetivos principales. Así, con la división de Francia en departamentos, decretada el 4 de marzo de 1790 por la Asamblea Constituyente, se abolieron las instituciones de gobierno que pudieran conservar todavía las antiguas provincias y se creó un sistema de gobierno uniforme para toda Francia, en consecuencia, las Constituciones catalanas, juradas por Luis XIV en 1660, estuvieron vigentes en la provincia del Rosellón, hasta que, en 1790, en aplicación de la ley aprobada por la Asamblea Constituyente, se abolió la provincia y se creó el departamento de Pirineos Orientales.
A nivel lingüístico, mientras que los antiguos reyes se habían limitado a desterrar las lenguas regionales (alemán, vasco, bretón, catalán, corso, francoprovenzal y occitano) de los usos administrativos y formales, ahora los revolucionarios se proponen de erradicarlas, tal como se desprende de los textos de dos informes dirigidos a la Convención Nacional en 1794 por dos de sus diputados:
- Bertrand Barère de Vieuzac, originario de la ciudad occitana de Tarbes (Bigorra), el 27 de enero declaró que[4]

La monarquía tenía razones para parecerse a la Torre de Babel. En la democracia, dejar a los ciudadanos ignorantes de la lengua nacional, incapaces de controlar el poder, es traicionar a la patria… En el país de un pueblo libre, la lengua debe ser una y la misma para todos. […] ¡Cuántos gastos hemos tenido que hacer para traducir las leyes de las dos primeras asambleas nacionales en las diferentes lenguas de Francia! Como si nos correspondiera a nosotros conservar estas hablas bárbaras y estos idiomas groseros que sólo pueden resultar provechosos a los fanáticos y los contrarrevolucionarios! (…) El federalismo y la superstición hablan bajo bretón, la emigración y el odio a la República hablan alemán… La contrarrevolución habla italiano y el fanatismo habla vasco. Quebremos estos instrumentos de ignorancia y error.
- Henri Grégoire dirigió a la Convención el 4 de junio su Rapport sur la necesite te las moyen de anéantir las patois te de universaliser la langue française,[5] donde, además de lamentar que solo el 10% de la población de Francia hablara francés, se proponía la adopción de medidas para hacer desaparecer del todo las lenguas regionales.

Toda esta teoría se llevó a la práctica durante el Régimen del Terror con el decreto del 2 de termidor del año II (20 de julio de 1794) según el cual:
- Dentro del territorio de la República no se podrá redactar ningún documento público en una lengua que no sea el francés
- No se podrá tampoco registrar ningún documento, aunque sea privado, si no está escrito en francés
- Todo aquel funcionario que, en el ejercicio de sus funciones, utilice una lengua distinta del francés será llevado ante los tribunales, condenado a seis meses de prisión y destituido
- Esta misma pena se aplicará a cualquier registrador que acepte documentos no escritos en francés.

## Política lingüística colonial de Francia
Esta voluntad de instaurar una lengua única en el conjunto del territorio, concierne igualmente al imperio colonial francés. Esta uso impuesto de la lengua francesa, principalmente en los documentos oficiales y en la enseñanza, destinado a elevar el nivel cultural de la población mediante la enseñanza pública así como por la difusión de una lengua común e internacional.
Louis-Jean Calvet lo muestra muy claramente a través de un cierto número de comportamientos, no solo en ultramar, sino también en el interior mismo del hexágono donde las lenguas regionales son víctimas del imperialismo lingüístico del cual una de las máscaras más recientes es la de la Francofonía. Una lingüística conscientes de estas implicaciones políticas no puede ser sino militante. Es a los lingüísticas preocupados, en sus respectivos países, en sus regiones los que deben asumir esta toma de responsabilidad, este combate por la defensa y el florecimiento de sus lenguas y sus culturas propias.
Desde la creación del imperio colonial francés, el francés se convirtió en la lengua obligatoria de enseñanza en todas las colonias. Es enseñada con prioridad a los hijos de la élite local o a los jefes de las tribus. Cuando se independizaron, y sobre todo en el África subsahariana, esta élite formada en francés mantendrá la lengua colonial como lengua oficial.

## Uso del francés en Francia
El Estado ha adoptado numerosas mediadas para proteger el patrimonio lingüístico francés:
- La modificación del artículo 2 de la Constitución de la Quinta República francesa, por medio de la ley constitucional de 1992, que precisa que "La lengua de la República es el francés".
- La ley Toubon de 1994,
- El decreto de aplicación de esta ley, que implementa un dispositivo público de enriquecimiento de la lengua francesa, y hace obligatorios los términos franceses publicados en el Diario official de la República francesa, en los servicios y establecimientos públicos del Estado.